# UFC 313
UFC 313: Pereira vs. Ankalaev  foi um evento de artes marciais mistas produzido pelo Ultimate Fighting Championship que ocorreu em 8 de março de 2025, na T-Mobile Arena em Paradise, Nevada, parte do Las Vegas Valley, Estados Unidos.

## Introdução
Uma luta pelo Cinturão Meio-Pesado do UFC entre o atual campeão (também ex-campeão Campeão Peso Médio do UFC e ex-campeão Campeão Peso Médio do Glory e Campeão Peso Meio-Pesado) Alex Pereira e o ex-desafiante ao título Magomed Ankalaev foi a atração principal do evento.
Uma luta de cinco rounds entre o ex-campeão interino do Campeão Peso Leve do UFC (também ex-campeão do Campeão Peso Leve do WSOF) Justin Gaethje e Dan Hooker era esperada para servir como luta principal. No entanto, Hooker teve que se retirar da luta devido a uma lesão na mão. Ele foi substituído por Rafael Fiziev no que se tornou uma luta de três rounds. Eles se enfrentaram anteriormente no UFC 286 em março de 2023, quando Gaethje venceu por decisão majoritária.
Uma luta de pesos pesados entre Jhonata Diniz e Vitor Petrino era esperada no evento. No entanto, Petrino foi forçado a se retirar da luta devido a epicondilite lateral em ambos os cotovelos, então a luta foi removida do card.
Uma luta de pesos pesados entre o ex-desafiante interino do Campeonato Peso Pesado do UFC Curtis Blaydes e o novato na promoção Rizvan Kuniev foi marcada para o UFC Fight Night: Cejudo vs. Song. No entanto, a luta foi transferida para este evento por razões desconhecidas. Por sua vez, a luta foi cancelada algumas horas antes do evento começar, pois Blaydes sofria de uma doença não revelada.
Uma luta de peso galo entre Chris Gutiérrez e o invicto Jean Matsumoto estava marcada para este evento. No entanto, Matsumoto foi retirado deste evento para servir como lutador substituto contra Rob Font no UFC Fight Night: Cejudo vs. Song duas semanas antes. Ele foi substituído por John Castañeda em uma luta de peso pena. Por sua vez, a parceria foi cancelada horas antes de acontecer, pois Castañeda sofria de uma doença não revelada.
Bruno Gustavo da Silva e Joshua Van eram esperados para uma luta de peso mosca no card preliminar. No entanto, em 17 de fevereiro, Silva desistiu por motivos não revelados e foi substituído pelo vencedor do peso mosca do Road to UFC Season 2, Rei Tsuruya. Esta foi a primeira luta do UFC a contar com dois lutadores nascidos nos anos 2000.
Durante a transmissão do evento, o ex-campeão dos Pesos Médios do UFC, Robbie Lawler foi anunciado como o próximo membro da "ala moderna" do Hall da Fama do UFC durante as festividades da Semana Internacional da Luta em Las Vegas em junho. Lawler já estava no Hall na Ala da Luta para sua defesa de título contra Rory MacDonald no UFC 189.

## Resultados
1. ↑  Pelo Cinturão Meio Pesado do UFC..
2. ↑  Petrosyan perdeu um ponto no primeiro round por repetidos golpes na virilha.

## Prêmios de bônus
Os seguintes lutadores receberam bônus de US$ 50.000.
- Luta da Noite: Justin Gaethje vs. Rafael Fiziev
- Desempenho da Noite: Ignacio Bahamondes and Maurício Ruffy